# Luciano Mancini
Luciano Mancini (* 4. April 1953 in Perugia) ist ein ehemaliger italienischer Fußballtrainer. Er war unter anderem Nationaltrainer der gambischen Fußballnationalmannschaft, seit 2020 betreut er die Frauenmannschaft von Perugia.

## Leben
Mancini hatte eine Trainerkarriere hauptsächlich in seiner Heimat Umbrien sowie eine kurze Zeit als gemeinsamer Cheftrainer der US Grosseto aus der Serie C2 zusammen mit Lamberto Magrini in der Saison 2003/04.
Im Jahr 2007, nach drei Erfahrungen auf Amateurebene bei Todi, der SSD Calcio Città di Castello und Umbertide, wurde Mancini als Trainer von Torgiano engagiert. Im März 2009 wurde er als neuer Cheftrainer der Promozione-Amateure Nocera Umbra eingestellt. Für die Saison 2009/10 wurde er nacheinander zum Leiter von Villabiagio, einem weiteren Team von Promozione Umbria, ernannt. Daraufhin wurde er 2010 zum neuen Trainer der Amateur-Vertretermannschaft Umbriens ernannt.
Mancini war bis Mai 2012 stellvertretender Trainer der gambischen Nationalmannschaft und wurde dann zum Trainer befördert. Er ersetzte Peter Bonu Johnson, der zum stellvertretenden Manager herabgestuft wurde.
Im August 2015 kam er als technischer Mitarbeiter zu Siena. Bald darauf wechselte er als technischer Mitarbeiter zu Udinese und wurde im November 2016 zum gemeinsamen Cheftrainer der umbrischen Amateure Assisi ernannt.
Am 28. August 2020 wurde er zum neuen Cheftrainer der Frauen der AC Perugia Calcio und der U19-Auswahl von Perugia Calcio ernannt.